# 楽々園 (広島市)
楽々園（らくらくえん）は、広島県広島市佐伯区の町名。一丁目から六丁目まである。郵便番号731-5136（安芸五日市郵便局管区）。2018年の当地域の人口は5,017人。

## 地理

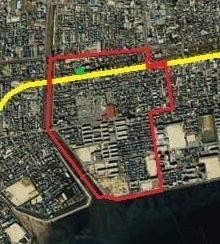
赤い線で囲んだ部分が楽々園の範囲。黄色い線は国道2号線、緑色の点は広島電鉄の楽々園駅の位置を示す。

### 楽々園の位置
楽々園は広島市中心部（紙屋町）から西へ約12km、同市佐伯区のほぼ西端に位置する地域。北で五日市中央、東で海老園、西で岡ノ下川を挟んで隅の浜、美の里と接し、南は瀬戸内海に面する。北側の他地区との境にはJR西日本山陽本線が走る。

### 楽々園地域内の地理
塩田を埋め立てた埋立地であるため、平坦な地形である。北部を広島電鉄宮島線が走り、地域内に楽々園駅が存在する。また、その南には国道2号線が並走している。中央部にはショッピングセンター「イオンタウン楽々園」があり、南西部に広島市立楽々園小学校がある。

## 歴史
この地域は江戸時代から明治時代にかけて塩田として利用され、「海老塩浜」と呼ばれていた。その後、1936年に広島瓦斯電軌（後の広島電鉄）が楽々園遊園地を設置。1971年の閉鎖後、跡地は「ひろでん楽々園ショッピングタウン」（後の「ファミリータウン広電楽々園」）が建設され、2024年には同地の再開発により「イオンタウン楽々園」が開業した。
この遊園地の名前が1971年の住居表示実施の際に正式な町名となり、閉園後の今も町名として存続している。

## 交通
- 広島電鉄宮島線 楽々園駅
  - 2号線：広電西広島・広電五日市方面 - 佐伯区役所前 - 楽々園駅 - 広電廿日市・広電宮島口方面
- 広電バス[5] 楽々園バス停
  - 3 東観音台線：五日市駅南口 - 佐伯区役所前 - 楽々園 - 広島工大上 - 観音台 - 五日市高校 - 東観音台団地
  - 4 湯来線：五日市駅南口 - 佐伯区役所前 - 楽々園 - 広島工大入口 - 湯来川角 - （杉並台） - 湯来ロッジ前
- 国道2号（宮島街道）[2]

JR西日本山陽本線五日市駅、廿日市駅までともに徒歩15-30分。
ファミリータウン広電楽々園のすぐ南に「ショッピング楽々園」バス停があったが、2019年1月28日のダイヤ改正をもって廃止された。

## 施設
- 広島市立楽々園小学校
- 楽々園ルンビニ幼稚園
- 広島市佐伯区スポーツセンター
- 楽々園公民館
- イオンタウン楽々園
  - マックスバリュイオンタウン楽々園店
- もみじ銀行五日市支店
- ヤマダ電機テックランド佐伯店
- 広島銀行五日市支店
- 塩屋天然温泉 ほの湯 楽々園
- 楽々園郵便局

## 旧跡
元禄年間に植えられた西国街道の街道松が保存されている。

## 人口・世帯数
2018年6月末の人口・世帯数は以下の通り。
| 町名         | 人口  | 世帯数 |
| ------------ | ----- | ------ |
| 楽々園一丁目 | 581   | 300    |
| 楽々園二丁目 | 194   | 149    |
| 楽々園三丁目 | 1,218 | 537    |
| 楽々園四丁目 | 865   | 448    |
| 楽々園五丁目 | 975   | 432    |
| 楽々園六丁目 | 1,184 | 454    |
| 計           | 5,017 | 2320   |